# Маніта Архип Самійлович
Архи́п Самі́йлович Мані́та (нар. 14 жовтня 1922 — пом. 23 квітня 1945) — радянський військовик часів Другої світової війни, командир відділення 270-го гвардійського стрілецького полку 89-ї гвардійської стрілецької дивізії (5-а ударна армія, 1-й Білоруський фронт), гвардії сержант. Герой Радянського Союзу (1945).

## Життєпис
Народився 14 жовтня 1922 року в селі Лозуватому Балтського повіту Одеської губернії (нині — Ульяновський район Кіровоградської області) в селянській родині. Українець. Після закінчення 6 класів працював у колгоспі в рідному селі.
З початком німецько-радянської війни перебував на тимчасово окупованій німцями території. До лав РСЧА призваний Грушківським РВК Одеської області в березні 1944 року.
Особливо командир відділення 6-ї стрілецької роти 270-го гвардійського стрілецького полку 89-ї гвардійської стрілецької дивізії гвардії сержант А. С. Маніта відзначився під час вуличних боїв у Берліні (Німеччина). 23 квітня 1945 року отримав завдання знищити ворожу кулеметну позицію, що стримувала просування радянських військ вперед. Під сильним кулеметним вогнем, ризикуючи життям, він підповз до ворожої позиції й кинувся на кулемет, закривши його своїи тілом.
Похований на цвинтарі Радянського військового меморіального комплексу в одному з районів Берліна — Панкові.

## Нагороди
Указом Президії Верховної Ради СРСР від 31 травня 1945 року за зразкове виконання бойових завдань командування на фронті боротьби з німецькими загарбниками та виявлені при цьому відвагу і героїзм, гвардії сержанту Маніті Архипу Самійловичу присвоєне звання Героя Радянського Союзу (посмертно).